# Мара Китанова
Мара Китанова е българска революционерка, стружка деятелка на Вътрешната македоно-одринска революционна организация.

## Биография
Мара Китанова е родена в град Струга, тогава в Османската империя. Влиза във ВМОРО и става десетничка в женската революционна организация, подчинена на Костадина Хаджова. Като куриерка и деятелка на Организацията я отличава и членът на Стружкия революционен комитет Станислав Чакъров. За женската организация и Пацулова стружкият ръководител Милан Матов пише: 
| „ | [Костадина Хаджова] бе една рядко предана учителка... Десетници ѝ бяха Доля Бамбалова, Фания Бендова, Пара Пацулова, Мара Мечкарова, Мара Китанова... На самия ден Илинден и двата дни след него целият град беше затворен и стружани и стружанки прибрани в къщите си поради пълните с башибозук и войска улици гледаха и слушаха голямото сражение отсам реката, в село Ташморунище. Жените от горните групи носеха непрестанно колани с патрони, по два, даже по три пъти на ден до село Мороища като си пробиваха път през улиците, Морищкия мост, през редиците на аскера и башибозука, които непрестанно мъкнеха ранени. Това бе истинска решителност и дързост... | “ |